# Alphaville (groupe allemand)
Pour les articles homonymes, voir Alphaville.
 (novembre 2023).
La mise en forme du texte ne suit pas les recommandations de Wikipédia : il faut le « wikifier ».
Les points d'amélioration suivants sont les cas les plus fréquents. Le détail des points à revoir est peut-être précisé sur la page de discussion.
- Les titres sont pré-formatés par le logiciel. Ils ne sont ni en capitales, ni en gras.
- Le texte ne doit pas être écrit en capitales (les noms de famille non plus), ni en gras, ni en italique, ni en « petit »…
- Le gras n'est utilisé que pour surligner le titre de l'article dans l'introduction, une seule fois.
- L'italique est rarement utilisé : mots en langue étrangère, titres d'œuvres, noms de bateaux, etc.
- Les citations ne sont pas en italique mais en corps de texte normal. Elles sont entourées par des guillemets français : « et ».
- Les listes à puces sont à éviter, des paragraphes rédigés étant largement préférés. Les tableaux sont à réserver à la présentation de données structurées (résultats, etc.).
- Les appels de note de bas de page (petits chiffres en exposant, introduits par l'outil «  Source ») sont à placer entre la fin de phrase et le point final[comme ça].
- Les liens internes (vers d'autres articles de Wikipédia) sont à choisir avec parcimonie. Créez des liens vers des articles approfondissant le sujet. Les termes génériques sans rapport avec le sujet sont à éviter, ainsi que les répétitions de liens vers un même terme.
- Les liens externes sont à placer uniquement dans une section « Liens externes », à la fin de l'article. Ces liens sont à choisir avec parcimonie suivant les règles définies. Si un lien sert de source à l'article, son insertion dans le texte est à faire par les notes de bas de page.
- La présentation des références doit suivre les conventions bibliographiques. Il est recommandé d'utiliser les modèles {{Ouvrage}}, {{Chapitre}}, {{Article}}, {{Lien web}} et/ou {{Bibliographie}}. Le mode d'édition visuel peut mettre en forme automatiquement les références.
- Insérer une infobox (cadre d'informations à droite) n'est pas obligatoire pour parachever la mise en page.

Pour une aide détaillée, merci de consulter Aide:Wikification.
Si vous pensez que ces points ont été résolus, vous pouvez retirer ce bandeau et améliorer la mise en forme d'un autre article.
 (novembre 2023).
Si vous disposez d'ouvrages ou d'articles de référence ou si vous connaissez des sites web de qualité traitant du thème abordé ici, merci de compléter l'article en donnant les références utiles à sa vérifiabilité et en les liant à la section « Notes et références ».
Alphaville est un groupe new wave allemand, originaire de Münster. Il commence sa carrière au début des années 1980. Le groupe est composé à l'origine de Marian Gold, Bernhard Lloyd et Frank Mertens. 
Le nom du groupe est choisi en référence au film Alphaville, une étrange aventure de Lemmy Caution de Jean-Luc Godard sorti en 1965.

## Biographie

### Années 1980-1990
Le groupe est formé en 1981 sous le nom « Nelson Community » mais il ne devient célèbre qu'en 1984 avec la sortie de son premier album Forever Young, qui est un succès mondial grâce aux chansons Big in Japan (n° 1 en Allemagne et en Suisse en avril 1984, n° 1 en Suède, n° 2 en Italie, n° 4 en Autriche et en Irlande, n° 8 en Grande-Bretagne, n° 5 en Afrique du Sud et aux Pays-Bas, n° 13 en France et n° 66 aux États-Unis toujours en 1984), Sounds Like a Melody (tube de l'été 1984 en Allemagne et en Autriche, placé n° 3 et n° 2 en Italie et en Afrique du Sud, et n° 10 en France) et Forever Young (n° 4 en Allemagne en 1984, n° 3 en Italie, n° 7 en Afrique du Sud, n° 13 en France en 1985, et n° 65 aux États-Unis en 1988 lors de sa réédition). Après la sortie du disque, Frank Mertens quitte le groupe, et est immédiatement remplacé par Ricky Echolette.
Alphaville publie en 1986 son deuxième album Afternoons in Utopia et c'est à nouveau un succès grâce notamment au single Dance with Me (classé au Top 20 en Allemagne, France, Suisse, Afrique du Sud, etc., et n° 25 en Autriche). Sort ensuite Breathtaking blue en 1989, mais cet album et ses singles Romeos, Summer rain et Mysteries of love ne rencontrent que peu de succès.
Avec Prostitute, en 1994, Alphaville change de style. L'album connait un succès moindre. Sa production suivante, Salvation, paraît en 1997 ; il est beaucoup moins sensible, mais plus dance que les précédents.

### Années 2000-2010
Depuis 2003, Marian Gold est désormais le seul membre d'origine d'Alphaville restant, même si depuis le départ de Frank Mertens, Ricky Echolette puis Bernhard Lloyd, il s'est associé avec d'autres musiciens tels que Rainer Bloss et Martin Lister pour continuer l'aventure.
En septembre 2010, Alphaville connaît un retour en grâce inattendu auprès du grand public allemand avec le succès de son nouveau single I Die For You Today, massivement diffusé sur certaines grosses radios allemandes. L'album dont il est extrait, Catching Rays on Giant, sort le 19 novembre 2010, 13 ans après Salvation (Alphaville album) et se classe No 9 des ventes d'albums en Allemagne ; ce qui représente le meilleur classement album que le groupe ait obtenu en Allemagne depuis sa « grande époque », au milieu des années 1980. Cet album se distingue par un retour aux arrangements et à la sensibilité mélodique qui forgèrent le succès d'Alphaville, au cœur des années 1980.
Le samedi 27 septembre 2014, Alphaville produit un concert exceptionnel à Paris pour fêter les 30 ans de la fondation du groupe. Le 21 mai 2014, Martin Lister meurt soudainement, décès annoncé par le groupe via son site internet quelques jours plus tard,. Il est remplacé par Carsten Brocker.
En 2016, la bassiste Maja Kim quitte le groupe et Alexandra Merl prend la relève. Le septième album du groupe (Strange Attractor) sort le 7 avril 2017.

## Membres

### Membres actuels
- Marian Gold : chant (depuis 1982)
- David Goodes : guitares (1995-1998) et (depuis 2003)
- Jakob Kiersch : batterie (depuis 2009)
- Carsten Brocker : claviers (depuis 2014)
- Alexandra Merl : basse (depuis 2016)

### Anciens membres
- Bernhard Lloyd : claviers (1982–2003)
- Frank Mertens : claviers (1982–1984)
- Ricky Echolette : claviers, guitares (1985–1997)
- Robbie France : batterie (1995-1998), mort en 2012
- Martin Lister : claviers (1995–2014), mort en 2014
- Maja Kim : basse (2011–2016)

## Discographie

### Hommages, apparitions et reprises
- Sandra a adapté Big in Japan en allemand sous le titre Japan ist weit peu de temps après l'original, mais sans aucun succès commercial[3]
- Laura Branigan a repris Forever Young sur son album Hold Me en 1985
- Guano Apes ont repris Big in Japan dans leur second album, Don't Give Me Names en 2000.
- Le groupe australien Youth Group reprend Forever Young en 2006.
- Jay-Z reprend Forever Young sur son album The Blueprint 3 en duo avec Mr. Hudson en 2009
- Adrien Gallo (de BB Brunes) et Keren Ann ont repris Big en Japan dans l'émission Taratata en mars 2011.
- Ane Brun, artiste norvégienne, a repris 'Big in Japan' dans son album 'Changing of the Seasons', sorti en 2008.
- One Direction, groupe anglais et irlandais, enregistre une reprise de Forever Young en 2010.
- Brandi Carlile, Live at Benaroya Hall with the Seattle symphony, reprise de Forever Young.
- Kim Wilde reprend Forever Young en 2011 dans son album de reprises Snapshots
- Le titre Forever Young apparaît dans le film espagnol Trois mètres au-dessus de ciel
- La branche espagnole de Peugeot utilisera la partie instrumentale de la version maxi de Sounds Like A Melody, pour promouvoir la victoire de la marque en championnat du monde des rallyes en 1985. La campagne publicitaire se compose de diverses images fortes des passages de la voiture selon les rallyes de la saison passée. Elle fait ainsi également la promotion de la Peugeot 205 Turbo 16, engagée officiellement lors du Tour de Corse 1984[4].
- Salvatore Adamo reprend Forever Young (jeune à jamais) en 2023 dans son album de reprises In French Please
- David Guetta reprend Forever Young en 2024 avec la chanteuse Ava Max.